# Sonorella eremita
Soronella eremita, conhecido como San Xavier talussnail (caracol de escarpa de San Xavier), é um caracol terrestre endémico dum deserto situado no Arizona, nos Estados Unidos da América.
O S. eremita foi descrito pela primeira vez por H. A. Pilsbry e L. E. Daniels em 1910. Em Agosto de 2001, durante um aguaceiro, foi feita uma contagem, que indicou existirem pelo menos 47 indivíduos activos.

## Biologia
O Sonorella eremita está adaptado a condições de deserto. Pensa-se que tem uma esperança de vida de 7-10 anos.
Este caracol só se encontra activo em condições de elevados níveis de humidade, nomeadamente durante e/ou após um período de chuvas. Em condições de seca entra em estivação, mantendo-se colado por muco a rochas calcárias. Utiliza o carbonato de cálcio presente no calcário para neutralização o ácido carbónico produzido durante a respiração em tempo de estivação, permitindo que se possa manter neste estado por longos períodos de tempo (até 3 anos).
Pensa-se que o S. eremita se alimenta de fungos e de vegetação em decomposição.

### Descrição
O Sonorella eremita apresenta uma concha de cor bege rosada, com uma banda castanho-escura. A concha tem uma forma globular e convexa, com 4.5 espiras e um diâmetro médio de 19 mm (máximo de 25 mm).
Um estudo de filogenia realizado em 1999 parece indicar que o S. eremita é no máximo uma subespécie, de tamanho mais reduzido, do Sonorella papagorum

### Reprodução
O Sonorella eremita é hemafrodita. A maturação sexual só ocorre aos 3 ou 4 anos de vida (dependendo da frequência das chuvas), mas pode manter-se sexualmente activo por 4 a 6 anos, (conforme o número de dias que se encontra activo).
O acasalamento entre caracóis S. eremita só ocorre após ter chovido. A fertelização e desenvolvimento dos ovos é um processo que decorre no organismo, e pode demorar alguns dias. Caso não chova entretanto os caracóis retêm no seu interior os ovos até a ocorrência de novas chuvas.
O desenvolvimento dos ovos de S. eremita no exterior tem a duração mínima de um mês. Os novos caracóis só saem dos ovos após a ocorrência de chuvas fortes.

## Ecologia

### Habitat
Até agora apenas foram observados caracóis da espécie Sonorella eremita em San Xavier Hill, situada em Condado de Pima, Arizona, nos Estados Unidos da América. Este caracol habita numa escarpa de calcário virada a noroeste, a uma altitude que varia entre 1 173 m e 1 193 m.
O habitat do S. eremita é protegido dos efeitos do sol por floramentos de calcário e rochas de granito e pela sombra gerada pela escarpa. As condições mínimas de humidade são proporcionadas pela vegetação.

### Perigo de Extinção
O Sonorella eremita habita uma área muito reduzida (aproximadamente 30m por 15 m). Este facto, associado à necessidade de condições meteorológicas especiais para a sua reprodução, e a necessidade de viverem numa região calcária e com condições de humidade específicas tornam este caracol muito vulnerável a acções exteriores, em particular acções humanas. Uma catástrofe natural ou provocada pelo homem pode promover a extinção desta espécie.
Algumas acções humanas que podem por em causa a sobrevivência do S. eremita são:
- Vandalismo e captura indiscriminada;
- Desenvolvimento urbano;
- Construção e manutenção de estradas;
- Exploração de minas;
- Utilização indiscriminada de herbicidas.

A construção e manutenção de estradas, a sua utilização e a exploração de minas podem conduzir à sedimentação da escarpa de calcário, levando à diminuição da quantidade de carbonato de cálcio disponível. Esta substância é indispensável para a sobrevivência do S. eremita.
A utilização de herbicidas pode levar a alterações na flora (vegetação) presente no habitat do S. eremita, podendo provocar alterações, nas condições de humidade, fatais para a sobrevivência da espécie.

### Medidas de Protecção
O Sonorella eremita habita uma região pertencente a uma companhia privada, a El Passo Natural Gas Company. Os terrenos em redor do seu habitat são geridos pela Arizona Electric Power Cooperative, Inc. Em finais de Setembro de 1998 estas duas empresas estabeleceram um acordo de conservação (conservation agreement) com a Arizona Game and Fish Commission e a U.S. Fish and Wildlife Service, de modo a preservar o habitat do S. eremita e garantir a sua sobrevivência.
Segundo o acordo de conservação do S. eremita as empresas comprometem-se a minimizar as acções que possam criar alterações no habitat desta espécie. Para a El Passo Natural Gás Company este compromisso implica:
- Interditar o desenvolvimento urbano na região;
- Não explorar nenhuma mina situada nas zonas mais próximas;

A Arizona Electric Power Cooperative, Inc construiu um centro de transmissão de microondas no topo do San Xavier Hill e a respectiva estrada de acesso. A utilização e manutenção destas obras podem pôr indirectamente em risco o habitat do S. eremita. Assim segundo o acordo de conservação esta empresa compromete-se a:
- controlar o uso de herbicidas no centro de transmissão, de forma a que a vegetação da região não seja afectada;
- condicionar a utilização da estrada de acesso ao centro de transmissão;
- limitar as obras de manutenção da estrada de acesso ao centro de transmissão ao mínimo indispensável.

No Estado de Arizona não é permitida a captura e/ou posse de S. eremita.